# Победник (квиз)
Победник је српски квиз који је почео са емитовањем 13. марта 2023. сваког радног дана у термину од 17:30. Водитељка квиза је Александра Гудељ.

## Правила такмичења
Квиз Победник састоји се од пет игара, које садрже задатке из разних области знања. У квизу учествују два такмичара. Такмичар са већим укупним и коначним бројем поена, постаје победник епизоде и осваја новчану награду.
За сваку победу такмичар се награђује са 20.000 динара и стиче право учешћа у наредној емисији. Не постоји ограничење у броју победа, па самим тим ни освојеног новца. 
Тренутни рекордер је Матеја Којичић са 32 победе у низу који је претекао Софију Нецин (31 победа).

## Игре (прва сезона)
- Трилема — У овој игри одговара се на пет питања, уз свако су понуђена три одговора (A, B, C). Такмичари се јављају, свако за себе, и обележавају један од одговора у року од пет секунди. Уколико оба такмичара одговоре тачно на питање добијају 15 поена. Међутим, ако само један одговори тачно онда се такав одговор вреднује са 30 поена. За нетачне одговоре нема негативних поена.

- Падобранац — У два задатка дато је по шест појмова и сви су међусобно повезани, осим једног. Циљ игре је да се открије који од појмова представља уљеза, тј. падобранца. Исти је начин јављања и бодовања као у Трилеми.

- Симболична веза — Четири задатка крију се испод четири симбола. Првом такмичару се нуде два симбола од којих он бира један за себе а други за противника. У сваком задатку потребно је схватити која је веза између задатог појма и једног од три понуђена решења. Поступак се понавља и у наредном задатку, с тим што сада други такмичар бира свој симбол, а други прослеђује противнику. За тачан одговор у овој игри осваја се 10 поена, за задатак који је изабран, а губи 20 поена уколико је одговор нетачан. За тачан одговор на задатак који је добијен од противника добија се 20 поена, а за нетачан губи 10 поена.

- Копча — У четири задатка Копче крије се шест појмова које треба повезати и доћи до решења одн. заједничке асоцијације. Такмичари наизменично отварају поља и имају право на два покушаја коначног решења – један пре отварања и један у року од пет секунди по отварању новог поља. У овој игри могуће је освојити од 5 до 30 поена, зависно од броја отворених поља.

- Кључни моменат — Игра се састоји од десет питања на које се такмичари јављају путем тастера и предност да одговара први има бржи такмичар. Уколико се нико не јави у року од пет секунди, такмичари се прозивају. Тада предност да први одговара у првих пет питања има први такмичар, а у наредних пет питања други такмичар. За тачан одговор на питање на које је био бржи у јављању такмичар добија 20 поена, а за нетачан губи 20 поена. За питање на које је прозван, било да се није јавио или био спорији у јављању, добија или губи по 10 поена. Опција "кључ" служи да се такмичари заштите од негативних поена и може се искористити на само једном питању у току игре.

У случају да се након последње игре догоди да оба такмичара имају једнак број поена, поставља се додатно питање како би се одредио победник.

### Измене у другој сезони
Игра "Симболична веза" замењена је игром "На слово на број". У овој игри такмичари бирају једно од шест поља испод којих се крије симбол (планина, река, држава, град, биљка, животиња). Потом такмичари треба да одгонетну загонетну реч на следећи начин. У првом кораку им се даје једно слово и његов редослед гледајући здесна на лево, други корак је опис појма који је садржан у загонетној речи, трећи корак је друго слово и његов редослед гледајући слева на десно, и последњи корак је ближи опис загонетног појма. У овој игри се зависно од брзине откривања појма може освојити од десет до шездесет поена. Победника у случају нерешеног резултата одлучује последња игра "Кец у рукаву" у којој водитељка чита загонетку такмичарима, а онај који тачно одговори, добија плус. Игра "Кључни моменат" уместо десет садржи дванаест питања.

## Епизоде
| Сезона | Сезона | Број епизода     | Премијерно емитовање | Премијерно емитовање |
| Сезона | Сезона | Број епизода     | Почетак емитовања    | Завршетак емитовања  |
| ------ | ------ | ---------------- | -------------------- | -------------------- |
|        | 1      | 80 (1 – 80)      | 13. март 2023.       | 30. јун 2023.        |
|        | 2      | 214 (81 – 294 )  | 28. август 2023.     | 28. јун 2024.        |
|        | 3      | 223 (295 – 517 ) | 9. септембар 2024.   | 24. јул 2025.        |